# Florida State Prison
Das Florida State Prison (FSP), früher unter dem Namen „Florida State Prison-East Unit“ bekannt, ist ein US-amerikanisches Staatsgefängnis im Ortsgebiet von Raiford, Florida, das vom Florida Department of Corrections verwaltet wird.
Das Gefängnis befindet sich an der Florida State Road 16, rund 15 km nordwestlich von Starke. Es wurde 1961 eröffnet und 1968 fertiggestellt. Mit 1.460 Insassen ist es eines der größten Gefängnisse Floridas. Mittlerweile sind im Florida State Prison nur noch männliche Gefangenen inhaftiert.
Das FSP liegt in unmittelbarer Nähe folgender Haftanstalten: der New River Correctional Institution (einschließlich eines Außenlagers), der Florida State Prison West Unit und der Union Correctional Institution.

## Todesstrafe in Florida
In Florida findet die Todesstrafe bereits seit 1827 Anwendung. Die Hinrichtung durch den elektrischen Stuhl wurde 1923 eingeführt. In den 1970er Jahren wurden Hinrichtungen (in Folge des Gerichtsurteils Furman v. Georgia) für mehrere Jahre ausgesetzt. Nachdem es mehrere Probleme bei Hinrichtungen mit dem elektrischen Stuhl gegeben hatte, setzte sich die Methode letaler Injektionen („Giftspritze“) in den 1990er Jahren allmählich durch. Im Jahre 2017 sorgte eine Gesetzesänderung dafür, dass die Jury einvernehmlich urteilen muss, damit die Todesstrafe verhängt werden darf. Seit 1976 starben in Florida pro Jahr bis zu acht Menschen durch Todesstrafe.
Minderjährige wurden zuletzt in den 1940er Jahren in Florida hingerichtet. Es handelte sich um zwei 16-Jährige: Willie Clay (am 29. Dezember 1941) und James Davis (am 9. Oktober 1944).
Als 1989 der Serienmörder Ted Bundy auf dem elektrischen Stuhl hingerichtet wurde, versammelte sich vor dem Gefängnis eine Menschenmenge, um die Vollstreckung des Todesurteils gemeinsam zu feiern. Etwa 2000 Personen waren zum Florida State Prison gekommen, es wurden T-Shirts (mit Aufschriften wie "Burn Bundy" oder "Toast Ted") und Anstecknadeln (Motiv: Old Sparky) verkauft. Einige der Besucher hatten zusätzlich Plakate mit Slogans dabei.
Durch die Hinrichtung der Serienmörderin Aileen Wuornos (2002) und die Verfilmung des Falls, als oscar-prämierter Spielfilm Monster (2003), wurde das Interesse der Öffentlichkeit auf die Vollstreckung von Todesurteilen bei psychisch Kranken gelenkt.
Das Florida State Prison ist eines von drei Gefängnissen des Staates Florida, in dem die Todesstrafe vollstreckt wird. Im Florida State Prison wurden sowohl Frauen als auch Männer hingerichtet; mittlerweile jedoch nur noch Männer. Außerdem werden männliche Verurteilte noch in der Union Correctional Institution hingerichtet und verurteilte Frauen in der Lowell Correctional Institution.

## Angebote für Inhaftierte im Florida State Prison
Als Dauerangebot verfügt das Gefängnis über eine Bibliothek, die eine Abteilung für juristische Bücher beinhaltet.
Im Florida State Prison werden unter anderem folgende Kurse angeboten:
- Bildungsabschluss General Educational Development Test
- Angebote zur Erwachsenenbildung
- Bibelstunden und Gottesdienste
- Stressmanagement
- Kommunikationstraining
- Anonyme Alkoholiker
- Kurse zur Wahrnehmung der Opferperspektive
- Motivationskurse

## Bekannte Insassen

### Bekannte lebende Insassen
- Dieter Riechmann (* 1944), deutscher Staatsangehöriger, der für den Mord seiner Lebensgefährtin Kersten Kischnick 1988 zum Tode verurteilt wurde. 2010 wurde das Urteil in lebenslange Haft umgewandelt; es wird eventuell zu einer Wiederaufnahme des Verfahrens wegen Verfahrensfehlern kommen.[8]

- Rod Ferrell (* 1980), mehrfacher Mörder und Anführer des „Vampire Clans“. Sein Todesurteil wurde in lebenslängliche Haft umgewandelt.[9]

- Dontae Morris (* 1985), fünffacher Mörder, Todesurteil wegen der Ermordung zweier Polizisten.[10]

### Durch Todesstrafe hingerichtete Insassen

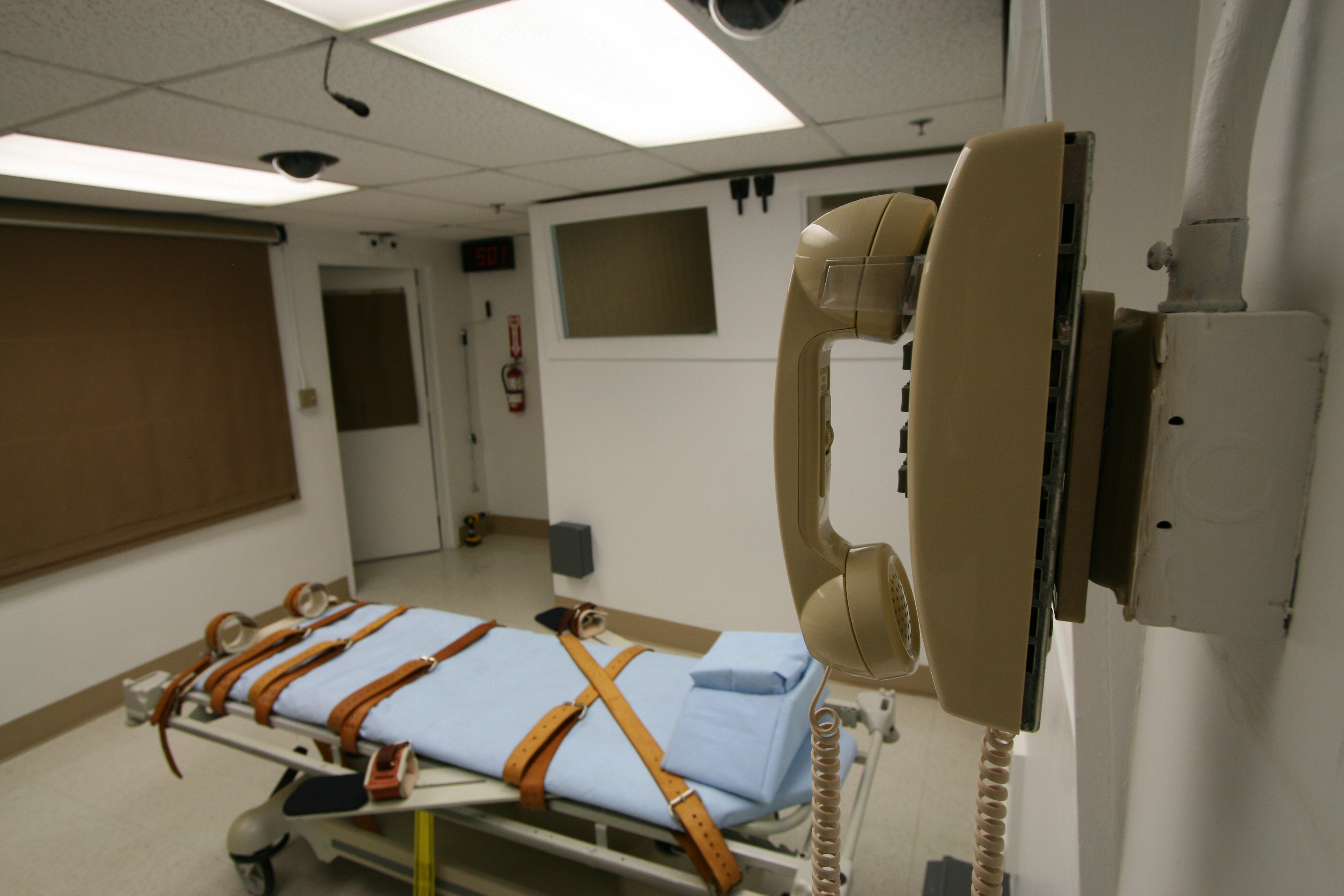
Hinrichtungsraum
im Florida State Prison

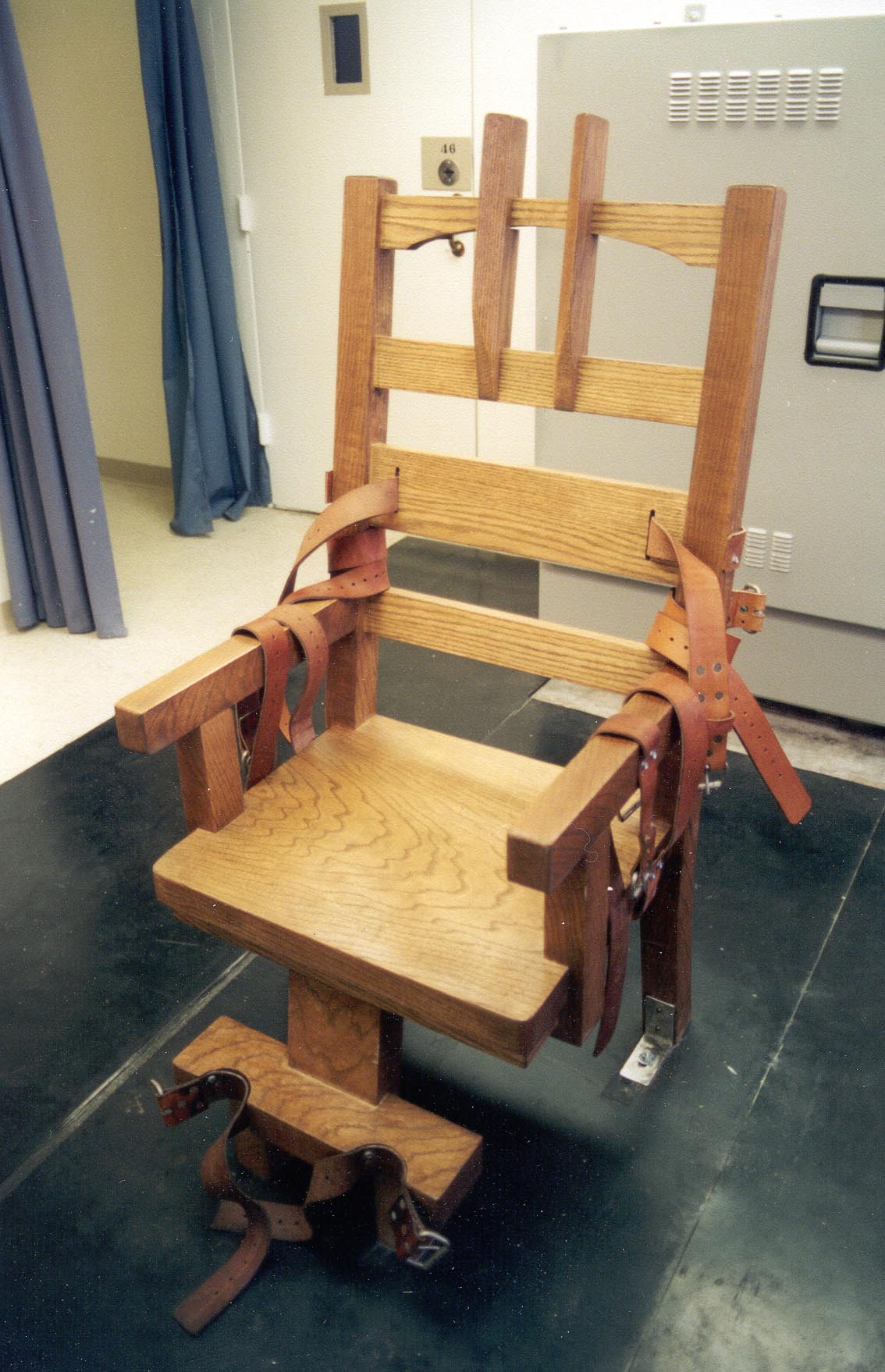
Der elektrische Stuhl im Florida State Prison wurde 1998 erneuert

#### Männliche Verurteilte
Chronologisch, nach Geburtsjahrgang:
- Ted Bundy (1946–1989), nekrophiler Serienmörder und -vergewaltiger; auf dem elektrischen Stuhl „Old Sparky“ hingerichtet.[11]
- John Arthur Spenkelink (1949–1979), erschoss einen Mann; Tod durch elektrischen Stuhl.[12]
- Oba Chandler (1946–2011), dreifacher Mörder; Tod durch Giftspritze.[13]
- Gerald Stano (1951–1998), Serienmörder; auf „Old Sparky“ hingerichtet.[14]
- Robert Joe Long (1953–2019), Serienmörder und -vergewaltiger; Tod durch Giftspritze.[15]
- Paul Jennings Hill (1954–2003), religiöser Extremist und Mörder eines Abtreibungsarztes; Tod durch Giftspritze.[16]
- Danny Rolling (1954–2006), Serienmörder und -vergewaltiger; Tod durch Giftspritze.[17]
- Martin Grossman (1965–2010), erschoss als 19-Jähriger eine Wildhüterin; Tod durch Giftspritze.[18]

#### Weibliche Verurteilte
- Judy Buenoano (1943–1998), 3-fache Mörderin; erste Hinrichtung einer Frau in Florida seit 1948.[19]
- Aileen Wuornos (1956–2002), Raubmörderin, mindestens sechs Opfer; Tod durch Giftspritze.[20]

### Sonstige verstorbene Insassen
- Jack Twining (1935–1970), tötete mit einem Komplizen vier Polizisten bei der Newhall-Schießerei 1970; er entzog sich seiner Festnahme durch Suizid.[21]
- Gerard John Schaefer (1946–1995), Serienmörder; wurde von einem anderen Häftling erstochen.[22]
- Ottis Toole (1947–1996), Sexualverbrecher und sechsfacher Mörder; starb im Gefängnis.[23]
- Robert Fieldmore Lewis (1947–2001), verurteilter Mörder, entkam 1978 als bisher einziger Häftling aus dem Todestrakt von Florida; er starb an Hepatitis C.[24]
- John Couey (1959–2009), Sexualmord an einer 9-Jährigen; der geistig zurückgebliebene Couey starb vor seiner Hinrichtung.[25]

## In der Kunst
Lynyrd Skynyrds Song „Four Walls of Raiford“ handelt von einem Ausbrecher aus dem Florida State Prison.